# 併殺

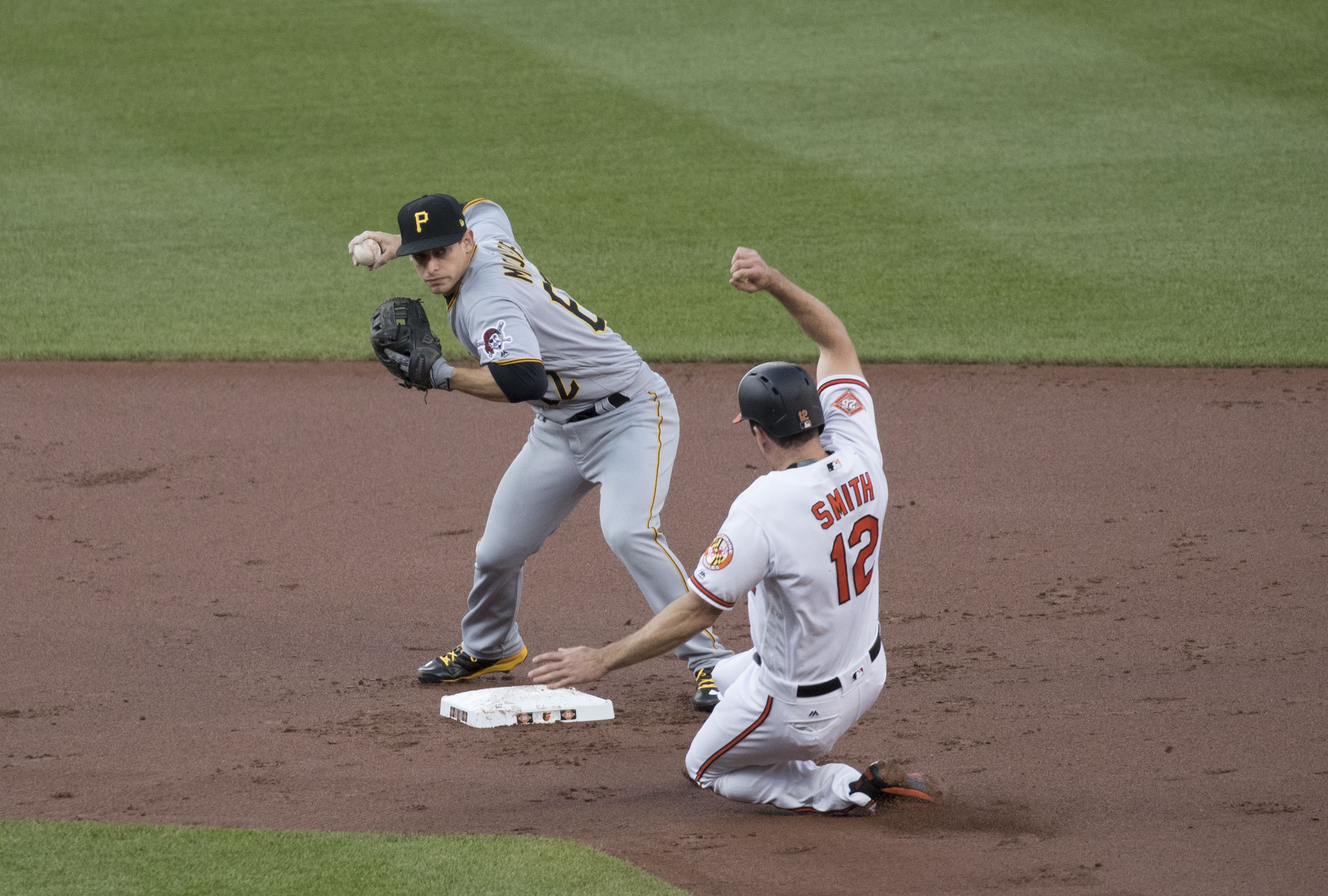
二塁に触れ一塁走者（右）をアウトとした後、一塁へ送球し併殺を完成させようとする遊撃手（左）

併殺（へいさつ）あるいはダブルプレイ（英: double play）は、野球やソフトボールの守備における記録の一種で、一連のプレイで2個のアウトが記録されることである。正式用語ではないが、「ゲッツー（和製英語: get two」とも言う。
一連のプレイで1人の攻撃側プレイヤーが2度以上アウトになることはできないため、少なくとも1人の走者がいる状況で発生する。
世界各地の野球の規則は、野球の発祥地アメリカのメジャーリーグベースボール（MLB）のルールが元になっており基本的にそれを翻訳したものである。MLB公認規則（en:Official rules of Major League Baseball）の「用語の定義（Definitions of Terms）」で定義されており、公式スコアラーのための規則の9.11にも定めが書かれており、略記はDPである。日本の公認野球規則でも、「用語の定義」の章にダブルプレイの定義が書かれている。
MLBでは2023年のレギュラーシーズン中に、各チームは平均で、162試合で132のダブルプレイを記録した。

## 概要
併殺とは、一連のプレイで2個のアウトが記録されることをいう。ここで用いる「一連」とは、「ボールが投手の手を離れてからボールデッドとなるまで」あるいは「ボールが投手の手に戻って投手が次の投球姿勢に移るまでの間」と定義される。すなわち、打者の打撃時のみではなく、例えば牽制球などに端を発するプレイにおいても併殺が発生する。ただし、二つのアウトの間に失策またはミスプレイがあった場合は併殺とはされない。公式記録上では、こうした併殺プレイに補殺または刺殺者として関与したプレイヤーの氏名が記録される。
ルール用語としての「ダブルプレイ」もしくは「併殺」は守備側の記録として用いられる。一方、「併殺打」もルール用語だが、こちらは打撃記録であり、定義が異なるため守備側の併殺数と攻撃側の併殺打数は必ずしも一致しない。
一連のプレイで3個のアウトが記録される場合は三重殺（さんじゅうさつ）またはトリプルプレイと呼び、こちらも守備側の「三重殺」として記録される。

## 分類

### フォースダブルプレイ
打者がフェアのゴロの打球を打ち、フォースの状態にある走者が一つ目のアウト（フォースアウト）になり、さらに打者走者またはフォースの状態にある別の走者が二つ目のアウトになることによって併殺された場合をフォースダブルプレイと呼ぶ。
例：
- 無死または一死一塁で、打者がゴロの打球を打ち、野手が二塁に送球してフォースプレイで一塁走者をアウトにし、さらに一塁に送球して打者走者をアウトにする。
- 無死または一死一・二塁で、打者が三塁手の前にゴロの打球を打ち、三塁手が三塁を踏み、次いで二塁に送球して二塁走者、一塁走者の順にフォースプレイでアウトにする。

### リバースフォースダブルプレイ
打者がフェアのゴロの打球を打ち、一つ目のアウトがフォースアウト（または打者走者のアウト）で、この第一プレイによりフォースの状態を解かれた走者が次の塁に到達するよりも先にタッグアウトとなることで成立した併殺をリバースフォースダブルプレイと呼ぶ。一死でこの併殺が成立する間に、アウトとなった走者以外の走者が本塁に到達した場合は得点が認められる（打者に打点は記録されない）。
例：
- 無死または一死一塁で打者がゴロの打球を打ち、一塁手が捕って一塁に触球し（打者走者アウト）、さらに二塁に送球し、それを受けた遊撃手が一塁から走ってきた一塁走者に触球、または挟殺による触球をしてアウトにする。
- 無死満塁で、打者のゴロの打球を三塁手が処理して三塁を踏んで二塁走者をフォースアウトにし、次いで本塁に送球して三塁走者を本塁到達前にタッグアウトにする。

### 無補殺併殺
名前の通り、補殺なしで刺殺のみで併殺を完成させること。1人の選手で併殺を完成させることになる。
例：
- 無死または一死で一人以上の走者がいる場面において、打者がライナーか小飛球を打ち、これを走者に一番近い野手が捕球（打者走者アウト）した後にそのままいずれかの塁に触球して、帰塁できない走者をアピールアウトにするか、直接触球してアウトにする。
- 無死または一死で走者が三塁にいる場面において、2ストライク後に打者がスクイズプレイ、あるいは三塁走者が本塁への盗塁を行って、打者が三振によりアウト[注 3][注 4]になり、その投球を捕球した捕手がそのまま三塁走者に触球してアウトにする。

## 守備側

### 併殺崩れ
併殺崩れは、併殺を試みたが失敗した場合を指す。例えば無死もしくは一死で一塁に走者がいるときにフォースダブルプレイを試み、一塁走者をフォースアウトにするのには成功したが一塁への送球が遅れるか逸れるかして打者走者を一塁に生かした場合などがそれである（送球が逸れたことによる場合であっても、走者に余計な進塁を与えない限りは送球した野手に失策を記録しない）。
多く目にするプレイとして、一死一・三塁の時に打者が内野ゴロを打った場合、守備側は三塁走者をアウトにするのではなく、フォースダブルプレイを試みて一塁走者・打者走者をアウトにしようとする。なぜならば、そのフォースダブルプレイを成立させられれば、それよりも先に三塁走者が本塁に触れていても得点にならないからである（フォースプレイも参照）。しかし一塁走者を二塁でフォースアウトにしたが、その後の一塁送球が間に合わず、1つしかアウトを取れないことも考えられる。このような併殺崩れの場合、三塁走者が本塁に進んでいれば得点することができる。このとき打者には犠打や併殺打（下記）は記録されず、打数と打点が記録される。実況中継などでは「○○（選手）の併殺崩れの間の得点」などと言う場合がある。

## 攻撃側

### 併殺打
併殺打（へいさつだ）は打撃記録であり、「フェアゴロによるフォースダブルプレイまたはリバースフォースダブルプレイ」が行われたときに記録される。英語ではGIDP（Grounded Into Double Play）と略される。
併殺は併殺打以外によっても発生するため、一般に併殺打の記録は守備側の併殺の記録数よりも少ない。併殺打は、打者がバントをした場合でも、その打球（飛球は除く）により併殺が完成された場合には、併殺打として記録される。
併殺を完成しようとして、2つ目のアウトを取る野手（刺殺者）が捕球を誤り、1つしかアウトを取れずに走者が残った場合でも、打者には併殺打が記録される。これにより、1イニングに2つの併殺打が記録される可能性もある。これに対し、1つ目のアウトをとった野手（2つ目のアウトの補殺者）の送球が悪くてアウトが取れなかったと判断された場合には、併殺打にならない。また、このことで走者（アウトにしようとした走者に限らない）が余分な塁に進まない限りは、送球した野手に失策は記録されない。
打者に併殺打が記録された場合、他走者が得点していても、打者には打点が記録されない。
例： 1、2は併殺打（打点0）、3は併殺打とならない（打点1）。
1. 無死一・三塁時に打者がゴロの打球を打ち、野手が二塁に触球して一塁走者をフォースアウトにし、さらに一塁へ送球して打者走者をアウトにしたが、その間に三塁走者が本塁に到達した。
2. 一死一・三塁時に打者がゴロの打球を打ち、野手が二塁に触球して一塁走者をフォースアウトにし、さらに一塁へ良い送球を行ったが、一塁手がこれを落球（失策）したために打者走者を一塁に生かしてしまった。その間に三塁走者が本塁に到達した。
3. 一死一・三塁時に打者がゴロの打球を打ち、野手が二塁に触球して一塁走者をフォースアウトにし、さらに一塁へ送球を行ったが、これが悪送球となったために打者走者を一塁に生かしてしまった。その間に三塁走者が本塁に到達した。

右打者は概して左打者やスイッチヒッターよりも併殺打が多くなる傾向がある。これは、一塁までの距離が右打席の方が左打席より1歩半程遠い上に、スイングした際に右打者は体が三塁方向を向くので一塁方向を向く左打者よりスタートが遅れがちになるためである。また、打球速度が速い強打者も併殺打は多くなる。実際、下記の日本プロ野球の通算併殺打数上位20人のうち駒田徳広以外は全員が右打者（シーズン記録の上位10人でも駒田以外は全員が右打者）。また、20人全員が通算100本塁打以上で駒田（195本）と小玉明利（130本）以外の18人は200本塁打以上を記録している。さらに、規定打席に到達してシーズン併殺打0の選手は2リーグ分裂後に後節（#併殺打0の選手）で説明するように12人出ているが、右打者は皆無（松本のみスイッチヒッターで他は全員が左打者）でかつ全員がシーズン20本塁打未満（藤田が19本、若松と清水が11本の他は全員が1桁）である。

### 併殺崩し
併殺崩しとは、併殺の妨害を意図して、体当たりなどをして野手の守備行為を阻害すること。2010年代にMLBで本塁での捕手と走者の衝突が問題視され2014年にMLBでコリジョンルールが規定された。同時期に、二塁上での併殺崩しを狙った走者と野手（二塁手・遊撃手）の衝突・怪我も問題視され、2016年2月25日にMLBは「二塁付近で走者が併殺を防ぐためにする危険なスライディングを禁止」することを規定に追加した（ボナファイド・スライド・ルール、通称「チェイス・アトリー・ルール」）。その後、2017年にNPBでも規定が改正され、審判の判断によって走者と打者走者の両方にアウトを宣告することになった。

### 打者に併殺打が記録されない併殺
上記フェアゴロによるフォースまたはリバースフォースダブルプレイによるほかの併殺では、当該打者に併殺打は記録されない。
- 打者が打った飛球やライナーが捕球され、離塁していた走者がリタッチできないうちに走者またはリタッチを果たすべき塁に触球されてアウトになった場合。
- 打者が打った外野飛球が捕球されたとき、走者がタッグアップで進塁を企図したが、進塁先の塁に送球されて、タッグアウトになった場合。
- 走者が盗塁を試みたときやランエンドヒットのときに打者が三振してアウトになり、さらに盗塁を試みた走者も捕手からの送球でタッグアウトになった場合（いわゆる三振ゲッツー）。
- 打者走者が前位の走者の妨害行為によってアウトの宣告を受けた場合。妨害がなければフォースダブルプレイとなったと推定されても併殺打は記録されない。[注 12]
- 打者が打った飛球やライナーを野手が（故意落球でなく）落として、フォースまたはリバースフォースダブルプレイと同じ形で併殺が成立した場合。[注 13][注 14]

## メジャーリーグベースボールの記録

### 守備側個人通算記録

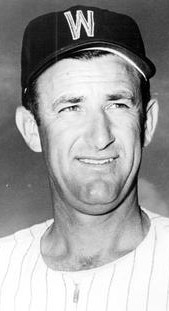
en:Mickey VernonはMLBで20年プレーし2044のダブルプレイに関わった。

出典:Overall Baseball Leaders & Baseball Records
1B - en:Mickey Vernon: 2044 (20 シーズン)
2B - en:Bill Mazeroski: 1706 (17 シーズン)
SS - en:Omar Vizquel: 1734 (24 シーズン)
3B - en:Brooks Robinson: 618 (23 シーズン)
LF - en:Bobby Veach: 42 (14 シーズン)
CF - en:Tris Speaker: 107 (22 シーズン)
RF - en:Harry Hooper: 65 (17 シーズン)
C - en:Ray Schalk: 222 (18 シーズン)

### 守備側 個人シーズン記録
出典:Overall Baseball Leaders & Baseball Records
1B - en:Ferris Fain: 194 (en:Philadelphia Athletics, 1949年)
2B - en:Bill Mazeroski: 161 (en:Pittsburgh Pirates, 1966年)
SS - en:Rick Burleson: 147 (en:Boston Red Sox, 1980年)
3B - en:Graig Nettles: 54 (en:Cleveland Indians, 1971年)
LF - en:Bibb Falk: 9 (en:Chicago White Sox, 1927年) および Alfonso Soriano: 9 (en:Washington Nationals, 2006年)の2名。
CF - en:Happy Felsch: 14 (Chicago White Sox, 1919年)
RF - en:Mel Ott: 12 (en:New York Giants, 1929年)および en:Chief Wilson: 12 (en:St. Louis Cardinals, 1914年)の2名。
C - en:Steve O'Neill: 36 (en:Cleveland Indians, 1916年)

### 個人通算記録
| 順位 | 選手名                   | 併殺打 | 打席   |
| ---- | ------------------------ | ------ | ------ |
| 1    | アルバート・プホルス     | 426    | 13,041 |
| 2    | ミゲル・カブレラ         | 364    | 11,796 |
| 3    | カル・リプケン・ジュニア | 350    | 12,883 |
| 4    | イバン・ロドリゲス       | 337    | 10,270 |
| 5    | ハンク・アーロン         | 328    | 13,941 |
| 6    | カール・ヤストレムスキー | 323    | 13,992 |
| 7    | デーブ・ウィンフィールド | 319    | 12,358 |
| 8    | エディ・マレー           | 315    | 12,817 |
| 8    | ジム・ライス             | 315    | 9,058  |
| 10   | フリオ・フランコ         | 312    | 9,731  |

| 順位 | 選手名                 | 併殺打 | 打席   |
| ---- | ---------------------- | ------ | ------ |
| 11   | ハロルド・ベインズ     | 298    | 11,092 |
| 12   | ブルックス・ロビンソン | 297    | 11,782 |
| 12   | ラスティ・スタウブ     | 297    | 11,229 |
| 14   | テッド・シモンズ       | 287    | 9,685  |
| 14   | デレク・ジーター       | 287    | 12,602 |
| 14   | ヤディアー・モリーナ   | 287    | 8,554  |
| 17   | ロビンソン・カノ       | 286    | 9,550  |
| 18   | ジョー・トーリ         | 284    | 8,802  |
| 19   | ポール・コネルコ       | 282    | 9,505  |
| 20   | エイドリアン・ベルトレ | 279    | 12,130 |

- 記録は2024年シーズン終了時点[8]

### 個人シーズン記録
| 順位 | 選手名                   | 所属球団                     | 併殺打 | 記録年 | 備考           |
| ---- | ------------------------ | ---------------------------- | ------ | ------ | -------------- |
| 1    | ジム・ライス             | ボストン・レッドソックス     | 36     | 1984年 | ア・リーグ記録 |
| 2    | ジム・ライス             | ボストン・レッドソックス     | 35     | 1985年 |                |
| 3    | ジャッキー・ジェンセン   | ボストン・レッドソックス     | 32     | 1954年 |                |
| 3    | カル・リプケン・ジュニア | ボルチモア・オリオールズ     | 32     | 1985年 |                |
| 3    | ベン・グリーブ           | オークランド・アスレチックス | 32     | 2000年 | 左打者記録     |
| 3    | ミゲル・テハダ           | ヒューストン・アストロズ     | 32     | 2008年 | ナ・リーグ記録 |
| 3    | ビリー・バトラー         | カンザスシティ・ロイヤルズ   | 32     | 2010年 |                |
| 8    | ボビー・ドーア           | ボストン・レッドソックス     | 31     | 1949年 |                |
| 8    | トニー・アーマス         | ボストン・レッドソックス     | 31     | 1983年 |                |
| 8    | ジム・ライス             | ボストン・レッドソックス     | 31     | 1983年 |                |
| 8    | イバン・ロドリゲス       | テキサス・レンジャーズ       | 31     | 1999年 |                |
| 8    | マット・ホリデイ         | セントルイス・カージナルス   | 31     | 2013年 |                |
| 8    | ケーシー・マギー         | マイアミ・マーリンズ         | 31     | 2014年 |                |

- 両打者記録はデーブ・フィリーの29併殺打（1952年、フィラデルフィア・アスレチックス）
- 記録は2024年シーズン終了時点[9]

### チーム記録
|                | 球団名                           | 併殺打 | 記録年月日    |
| -------------- | -------------------------------- | ------ | ------------- |
| ア・リーグ記録 | ボストン・レッドソックス         | 174    | 1990年        |
| ナ・リーグ記録 | セントルイス・カージナルス       | 169    | 2011年        |
| 1試合記録      | サンフランシスコ・ジャイアンツ   | 7      | 1969年5月4日  |
| 1試合記録      | フィラデルフィア・アスレチックス | 5（7） | 1942年8月14日 |
| 1試合記録      | ピッツバーグ・パイレーツ         | 6（7） | 2018年8月17日 |

- 記録は2022年シーズン終了時点[10]

### その他の記録
|                                | 記録 | 選手名                 | 所属球団                     | 記録日        | 備考    |
| ------------------------------ | ---- | ---------------------- | ---------------------------- | ------------- | ------- |
| 1試合記録                      | 3    | グース・ゴスリン       | デトロイト・タイガース       | 1934年4月28日 |         |
| 1試合記録                      | 3    | ジョー・トーリ         | ニューヨーク・メッツ         | 1975年7月21日 |         |
| 1試合記録                      | 3    | ビクター・マルティネス | デトロイト・タイガース       | 2011年9月11日 |         |
| シーズン最少記録 ※規定打席以上 | 0    | ロブ・ディアー         | ミルウォーキー・ブルワーズ   | 1990年        | 511打席 |
| シーズン最少記録 ※規定打席以上 | 0    | オーティス・ニクソン   | ボストン・レッドソックス     | 1994年        | 461打席 |
| シーズン最少記録 ※規定打席以上 | 0    | レイ・ランクフォード   | セントルイス・カージナルス   | 1994年        | 482打席 |
| シーズン最少記録 ※規定打席以上 | 0    | リッキー・ヘンダーソン | オークランド・アスレチックス | 1994年        | 376打席 |
| シーズン最少記録 ※規定打席以上 | 0    | クレイグ・ビジオ       | ヒューストン・アストロズ     | 1997年        | 744打席 |
| シーズン最少記録 ※規定打席以上 | 0    | チェイス・アトリー     | ロサンゼルス・ドジャース     | 2016年        | 565打席 |
| シーズン最少記録 ※規定打席以上 | 0    | ダンズビー・スワンソン | アトランタ・ブレーブス       | 2020年        | 264打席 |
| シーズン最少記録 ※規定打席以上 | 0    | ジョーイ・ギャロ       | テキサス・レンジャーズ       | 2020年        | 226打席 |
| シーズン最少記録 ※規定打席以上 | 0    | ウィル・マイヤーズ     | サンディエゴ・パドレス       | 2020年        | 218打席 |
| シーズン最少記録 ※規定打席以上 | 0    | ビクター・ロブレス     | ワシントン・ナショナルズ     | 2020年        | 189打席 |

- 1994年はストライキにより40試合以上を残して終了
- 2020年は60試合の短縮シーズン
- 2020年シーズン終了時点

## 日本プロ野球の記録
攻撃側 - 連続打席無併殺：1002打席連続 金本知憲

### 併殺打0の選手
規定打席に到達してシーズン併殺打0の選手。（2リーグ分裂後の記録）
- 呉昌征（1951年）
- 金田正泰（1953年）
- 玉造陽二（1961年）
- 八田正（1966年）
- 藤田平（1969年）
- 若松勉（1982年）
- 松本匡史（1982年）
- 武藤孝司（1997年）
- 坪井智哉（1998年）
- 清水隆行（2000年）
- 田中賢介（2009年）
- 西川遥輝（2016年）

### 個人通算記録
| 順位 | 選手名   | 併殺打 |
| ---- | -------- | ------ |
| 1    | 野村克也 | 378    |
| 2    | 衣笠祥雄 | 267    |
| 3    | 大杉勝男 | 266    |
| 4    | 長嶋茂雄 | 257    |
| 4    | 中村紀洋 | 257    |
| 6    | 新井貴浩 | 242    |
| 7    | 落合博満 | 236    |
| 7    | 谷繁元信 | 236    |
| 9    | 土井正博 | 235    |
| 10   | 山﨑武司 | 230    |

| 順位 | 選手名   | 併殺打 |
| ---- | -------- | ------ |
| 11   | 小玉明利 | 229    |
| 11   | 大島康徳 | 229    |
| 11   | 駒田徳広 | 229    |
| 14   | 白仁天   | 225    |
| 15   | 古田敦也 | 223    |
| 15   | 和田一浩 | 223    |
| 17   | 山内一弘 | 222    |
| 18   | 松原誠   | 217    |
| 19   | 木俣達彦 | 214    |
| 20   | 村田修一 | 208    |

- 記録は2024年シーズン終了時点[16]

### 個人シーズン記録
| 順位 | 選手名       | 所属球団                     | 併殺打 | 記録年 | 備考                       |
| ---- | ------------ | ---------------------------- | ------ | ------ | -------------------------- |
| 1    | ブーマー     | オリックス・ブレーブス       | 34     | 1989年 | パ・リーグ記録             |
| 2    | 野村克也     | 南海ホークス                 | 31     | 1973年 |                            |
| 3    | 駒田徳広     | 横浜ベイスターズ             | 29     | 1994年 | セ・リーグ記録、左打者記録 |
| 4    | 葛城隆雄     | 毎日大映オリオンズ           | 28     | 1959年 |                            |
| 4    | A.ラミレス   | 東京ヤクルトスワローズ       | 28     | 2006年 |                            |
| 4    | 山﨑武司     | 東北楽天ゴールデンイーグルス | 28     | 2007年 |                            |
| 7    | 大杉勝男     | ヤクルトスワローズ           | 27     | 1978年 |                            |
| 7    | 内川聖一     | 福岡ソフトバンクホークス     | 27     | 2016年 |                            |
| 9    | J.ブルックス | 日本ハムファイターズ         | 26     | 1998年 |                            |
| 9    | 中村紀洋     | 大阪近鉄バファローズ         | 26     | 2001年 |                            |
| 9    | 和田一浩     | 中日ドラゴンズ               | 26     | 2013年 |                            |

- 記録は2024年シーズン終了時点[17]

### チーム記録
|              | 球団名                       | 併殺打 | 記録年月日    |
| ------------ | ---------------------------- | ------ | ------------- |
| シーズン記録 | 東北楽天ゴールデンイーグルス | 144    | 2007年        |
| 1試合記録    | 阪急ブレーブス               | 6      | 1970年4月23日 |
| 1試合記録    | 読売ジャイアンツ             | 6      | 1995年5月17日 |
| 1試合記録    | 横浜ベイスターズ             | 6      | 1996年8月18日 |

### その他
- 連続シーズン併殺打：26年連続 谷繁元信